# Macaduma fuliginosa
Macaduma fuliginosa är en fjärilsart som beskrevs av Rothschild 1912. Macaduma fuliginosa ingår i släktet Macaduma och familjen björnspinnare. Inga underarter finns listade i Catalogue of Life.